# György Júlia
György Júlia (született Löwy) (Szolnok, 1896. június 29. – Budapest, 1977. november 28.) Kossuth-díjas gyermek- és ideggyógyász szakorvos, az orvostudományok kandidátusa (1969), kriminálpszichológiai, gyermekpszichológiai és gyógypedagógiai tevékenységet is folytatott.

## Életpályája
Löwy Mihály gőzmalmi hivatalnok és Klein Cecília gyermekeként született. 1919-ben a Fiatalkorúak Bírósága mellett működő kriminálpszichichológiai laboratórium munkatársa volt. Tanulmányait a Pázmány Péter Tudományegyetemen végezte, ahol 1922-ben szerezte meg orvosi oklevelét, azonban állást nem kapott. Az 1920-as évektől a budapesti poliklinikán Ranschburg Pál osztályán kriminálpszichichológiai szakrendelést vezetett. 1930-ban Herzog Erzsébettel a budapesti Hársfa utcában önálló kriminálpszichológiai szakrendelőt szervezett. 
A zsidótörvények következtében elvesztette állását, s így az Országos Izraelita Patronázs Egyesületben dolgozott tovább: speciális óvodát, napközi otthont létesített, gyermekambulanciát és pályaválasztási tanácsadót vezetett.
A második világháború után különböző speciális otthonokat szervezett züllésnek indult gyermekek részére és többféle gyermek-szakrendelésen dolgozott. 1962-ben Kossuth-díjat kapott a nehezen nevelhető gyermekek és fiatalkorúak gyógyító-nevelése terén végzett sok évtizedes, áldozatos munkájáért. 1968-ban kinevezték a Fővárosi Tanács Gyermekpszichológiai Rendelőintézet igazgató főorvosává, majd annak szaktanácsadója lett. 1976-ban adta át igazgatói feladatait Vikár Györgynek, de haláláig az intézetben tevékenykedett. Párhuzamosan az ELTE jogtudományi karán a büntetőjogi tanszéken kutató (antiszociális személyiség tárgykörben) és a Gyógypedagógiai Tanárképző Főiskolán meghívott oktató volt.
Emlékére a Magyar Pedagógiai Társaság Gyermekvédelmi Szakosztálya és a Magyar Pszichológiai Társaság György Júlia-emlékérmet alapított.

## Munkái (válogatás)
- Züllöttség és neurózis (Psychológiai Tanulmányok, Budapest, 1929)
- Adatok a gyermekkori psychoneurosisok ok-, kór- és gyógytanához. Klinikai közlemény. br. W. Herzog Erzsébettel (Budapest, 1936)
- A gyermekvédelem országos problémáiról. Tanulmányok a gyermekvédelem köréből (Budapest, 1960)
- A szülői alkoholizmus hatásai a gyermek mentális, ill. személyiség-fejlődésére (Ideggyógyászati Szemle, 1964)
- Adalékok a gyermekkori szökés-csavargás szindrómájához. Pszichológiai Tanulmányok (Budapest, 1965)
- A nehezen nevelhető gyermek. A veszélyeztetett gyermek (Budapest, 1965)
- Az antiszociális személyiség (Budapest, 1967)
- Az antiszociális személyiség kialakulása. Baj van a gyerekemmel (Budapest, 1977)

## Díjai, elismerései
- Munka Érdemrend (1959)
- Kossuth-díj (1962)